# San Sebastiano dei Marsi
San Sebastiano dei Marsi è l'unica frazione di circa 150 abitanti del comune di Bisegna
(AQ), in Abruzzo.

## Geografia fisica
Il paese è situato nell'alta valle del Giovenco a 1 120 m s.l.m. nell'area protetta del parco nazionale d'Abruzzo, Lazio e Molise. San Sebastiano dei Marsi si sviluppa alle pendici della Montagna Grande lungo la strada provinciale n. 17.
Dista circa 2,3 chilometri dal capoluogo comunale.

## Storia

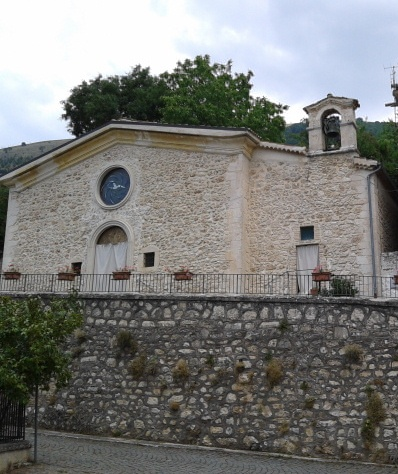
Chiesa di Santa Maria delle Grazie (dedicata anche a Santa Gemma)

Il paese di San Sebastiano dei Marsi ha origini molto antiche. Il borgo è nominato per la prima volta in alcuni documenti medievali all'inizio dell'anno mille. In origine era formato da due villaggi, uno sul piano vicino al fiume Giovenco sorto attorno alla chiesa-monastero di San Sebastiano fondata dai benedettini, l'altro in posizione di altura, arroccato sul colle dove si è sviluppato nei secoli successivi. Il ritrovamento nei pressi del paese di alcune stele funerarie del 1800 ha fatto supporre la presenza in zona di un insediamento di epoca romana. La stele di San Sebastiano è esposta all'Aia dei Musei di Avezzano accanto a un'altra stele, quella di Poppedia Secunda, ritrovata nei pressi della limitrofa Ortona dei Marsi,
L'intera valle del Giovenco ha fatto parte della contea di Celano ed ha quindi seguito, in tutto il Basso Medioevo, prima le vicende dei Berardi Conti dei Marsi, poi dei Piccolomini e, con essi, della Marsica orientale. Nei boschi di San Sebastiano e Bisegna sono ancora presenti i grandi cippi in pietra, lavorati con lo stemma della mezzaluna dei Piccolomini, chiaramente posti a segnare il confine della contea marsicana.
Sotto il dominio del conte Ruggero si è svolta la storia di Gemma di Goriano Sicoli tra San Sebastiano e Goriano Sicoli, terre assoggettate alla sua giurisdizione. Gemma Spera, così si chiamava la pastorella che nacque a San Sebastiano (probabilmente nel 1375) da una povera famiglia e che, con un piccolo gregge, si trasferì nella vicina Goriano Sicoli. La sua vita fu descritta tre secoli dopo, nella seconda metà del 1600, dallo storico Muzio Febonio nella sua opera Historiae Marsorum e approfondita e riportata nel 1738 dallo storico Pietro Antonio Corsignani in Reggia Marsicana.
Il paese subì danni non paragonabili a quelli di altri centri della Marsica devastati a causa del terremoto del 1915. Durante la seconda guerra mondiale, diversi militari originari di Bisegna e San Sebastiano scelsero, specie in seguito all'armistizio di Cassibile, di non combattere nelle file delle forze armate naziste e della Repubblica Sociale Italiana, venendo pertanto inquadrati come Internati Militari Italiani.

## Monumenti e luoghi d'interesse

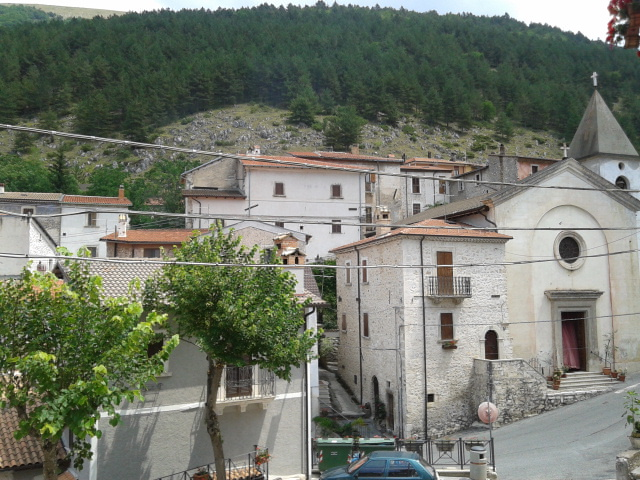
Scorcio fotografico e chiesa di San Pancrazio

### Architetture religiose
- Chiesa di San Pancrazio
- Chiesa di Santa Maria delle Grazie (dedicata anche a Santa Gemma)
- Chiesa della Madonna di Loreto
- Chiesa di San Sebastiano al fiume
- Chiesetta del Calvario[6]

### Architetture civili
Ferriera marsicanaRuderi della fabbrica adibita alla lavorazione del ferro la cui materia prima, la bauxite, veniva trasportata attraverso i sentieri di montagna dal territorio di Lecce nei Marsi. Realizzata nel 1843 fu attiva per una quarantina di anni.

### Architetture militari
Castello di LoeResti del castello medievale, situati a valle del borgo antico in località Ferriera.

### Aree naturali

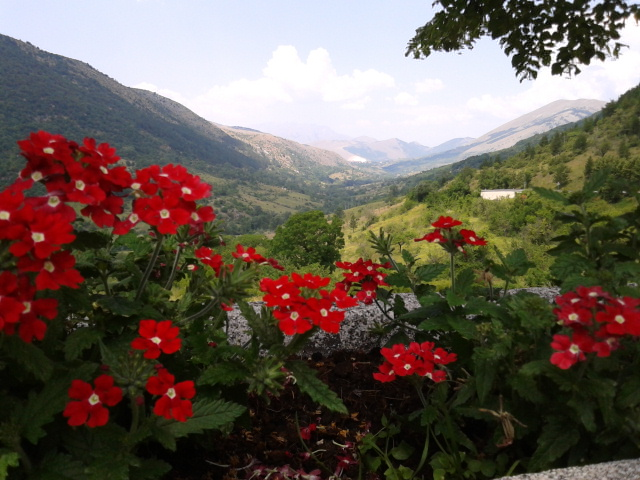
La valle del Giovenco vista da San Sebastiano

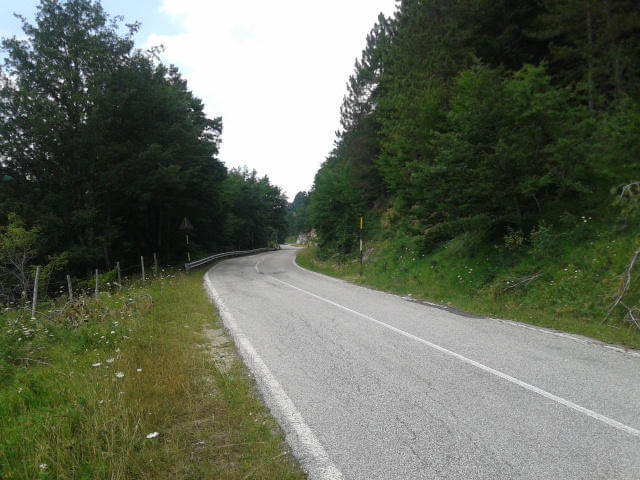
Strada provinciale n. 17

Sorgente della ferrieraNei pressi dei ruderi della ferriera si trova la sorgente naturale omonima dove negli anni sessanta venne costruito l'acquedotto e un sistema di sollevamento dell'acqua che dal fiume Giovenco viene in parte deviata a San Demetrio ne' Vestini e nella conca aquilana. Non distante, lungo la strada che conduce alla chiesa della Madonna di Loreto, si trova la sorgente della Pulciara.
Cammino della bauxiteUno degli anelli di congiunzione della rete sentieristica della Via dei Marsi è il "cammino della bauxite" che si snoda tra i comuni di Villavallelonga, Lecce nei Marsi e Bisegna, attraversando i territori montani posti a sud, sud est della piana del Fucino.
Anello di Fonte Appia e TerraegnaSentiero della Montagna Grande che congiunge San Sebastiano dei Marsi a Pescasseroli e al parco nazionale attraversando le convalli di Fonte Appia, Pratorosso e Terraegna.

## Società

### Tradizioni e folclore
Santa Gemma viene festeggiata seguendo fedelmente l'antica tradizione che vuole ogni anno, dall'11 al 13 maggio, una ragazza del paese marsicano assumere le sembianze di Santa Gemma e indossare il vestito e i calzari d'epoca. La giovane si trasferisce per tre giorni a Goriano Sicoli dove viene accolta con tutti gli onori e con sentita religiosità.
Il 19 gennaio in occasione della festa di San Sebastiano martire, patrono del paese, si svolge la tradizionale festa delle Panette. Durante la cerimonia religiosa vengono offerte le formelle di pane ai pellegrini e ai fedeli, per rifocillarli. Le caratteristiche "Panicelle", o appunto "Panette",  vengono conservate in casa per devozione al santo.

## Cultura

### Musei
Museo dell'orsoIstituito nel 1997, inizialmente dedicato agli insetti del parco, il museo si occupava di sviluppare le attività didattiche volte a far conoscere le specie che vivono nell'area protetta. La presenza quotidiana quasi costante dell'orso bruno marsicano nei pressi del paese, specie tra i mesi di maggio e novembre, ha spinto l'ente gestore del parco nazionale d'Abruzzo, Lazio e Molise a focalizzare l'attività didattica sul plantigrado. La struttura che ospita il museo presenta il centro visita dotato di tre sale espositive e aree didattiche riservate soprattutto alle scolaresche.

### Arte
Nel 1859 il pittore pugliese, Alessandro La Volpe, esponente della scuola di Posillipo, realizzò un dipinto a olio ritraente il borgo di San Sebastiano.

## Infrastrutture e trasporti

### Strade
La strada provinciale n.17 collega il paese a Pescina in direzione nord e a Bisegna e Pescasseroli in direzione sud.

## Sport
Tra gli sport più praticati nel territorio di San Sebastiano dei Marsi figurano le attività in mountain bike e il trail running.